# 애정만만세
《애정만만세》는 2011년 7월 16일부터 2012년 1월 29일까지 방영된 MBC 주말 특별기획 드라마이다.
현재, MBC ON에서 다시 방송 중이다.

## 등장 인물

### 주요 인물
- 이보영 : 강재미 역 (아역 염현서) - 오정희와 강형도의 외동딸, 죽집 사장
- 이태성 : 변동우 역 (아역 홍현택) - 변주리의 동생, 강형도의 처남
- 배종옥 : 오정희 역 - 강형도의 전처, 재미의 엄마, 오정심의 언니
- 천호진 : 강형도 역 - 외과의사, 오정희의 전 남편, 재미의 아빠
- 변정수 : 변주리/신수경 역 (아역 방준서) - 동우의 누나, 강형도의 부인, 세라의 엄마[1]
- 진이한 : 한정수 역 - 재미의 전 남편
- 윤현숙 : 오정심 역 - 재미의 이모, 오정희의 늦둥이 이혼녀 여동생

### 동우의 가족
- 김수미 : 크리스탈 박(박말년) 역 - 동우와 변주리의 엄마, 강형도의 장모
- 박인환 : 변춘남 역 - 동우와 변주리의 아버지
- 박하영 : 강세라 역 - 변주리와 강형도의 외동딸

### 그 외 인물
- 한여름 : 채희수 역 - 한정수의 내연녀
- 안상태 : 남대문 역 - 동우의 법률사무소 사무장
- 김유빈 : 남다름 역 - 남대문의 외동딸
- 위양호 : 채희철 역 - 채희수의 오빠
- 황미선 : 김순녀 역 - 재미와 함께 일하는 주방장
- 임세미 : 경미 역 - 재미의 죽집 홀 직원
- 문희경 : 써니 박(박언년) 역 - 크리스탈 박의 여동생(의자매),변주리/신수경의 생모
- 김은우
- 김명중 : 군의관 역
- 유정호 : 군인 역
- 권정현
- 박기산
- 최인숙 : 한정수의 어머니 역
- 이제인
- 이은채
- 서지미 : 오정희 역 - 승무원
- 신동훈 : 승무원 역
- 최소은
- 김수현
- 전성애 : 운동하는 여자 역
- 김성근 : 운동하는 여자 역
- 하빌
- 이슬기
- 김수완
- 양지선
- 이아린 : 간호사 역
- 오상화
- 손건우 : 김 원장 역
- 장현정
- 전서영
- 구본석 : 법원 민원실 직원 역
- 장시우
- 오지후
- 황가희
- 윤선희
- 홍하나
- 김하율
- 김유연
- 주동희 : 동사무소 직원 역
- 이지영
- 공재원 : 변호사 역
- 이재욱 : 의사 역
- 정혜원
- 권성현 : 의류매장 직원 역
- 송주희
- 최윤정
- 김선민
- 곽인준 : 한정수 측 변호사 역
- 최효상 : 재판장 역
- 강민정 : 의류매장 손님 역
- 변신호 : 재미네 이웃주민 역
- 대경
- 김태현
- 서정준
- 신태헌
- 김태강 : 채희철의 심복 역
- 이현주
- 조은정
- 현영임 : 직업소개소 직원 역
- 현숙희 : 죽집 세 받는 여자 역
- 임수진
- 홍희원 : 한대수 역
- 조성희 : 골프장 직원 역
- 남현주 : 변주리에게 골프알바를 제안하는 여자 역
- 이정성 : 변주리와 골프치는 남자 역
- 정현석 : 안과의사 역 - 동우의 지인
- 미소윤 : 안과 간호사 역
- 최한별
- 김서정
- 김태영
- 김규환
- 이한주
- 조선옥 : 골프매장 직원 역
- 김유진
- 홍승범 : 김 사장 역 - 변주리와 골프치는 남자
- 권귀옥 : 크리스탈 박과 골프치는 여자 역
- 원종례 : 크리스탈 박과 골프치는 여자 역
- 김민수 : 김 기사 역 - 크리스탈 박의 기사
- 김민채 : 산부인과 의사 역
- 김건호 : 희망이네 이웃주민 역
- 정민성 : 형사 역
- 강찬양 : 여경 역
- 서은
- 이무남
- 반혜라
- 전운종
- 이성주 : 재미네 죽집 손님 역
- 육미라 : 보육원 원장 역
- 권영경 : 남다름과 친한 아이의 엄마 역
- 최윤서
- 주수연
- 김준영
- 신혜윤
- 김현영
- 김사라
- 서광재
- 김혜주
- 김영진
- 김종필
- 이지은
- 민영 : 일식집 직원 역
- 임성표
- 박종설 : 장소선의 남편 역
- 장희진 : 장소선 역 - 정통약선죽을 연구하는 할머니
- 손선근 : 김 과장 역
- 석정만
- 최성웅 : 경비원 역
- 원승묵
- 민준현 : 법원 직원 역
- 박재영
- 오지연 : 의류매장 직원 역
- 권민중 : 문지선 역 - 베스트창업투자 이사
- 김익태 : 의사 역
- 임지연
- 김태은
- 김훈호 : 형사 역
- 김하련 : 간호사 역
- 최영인 : 간병인 역
- 천예원 : 간호사 역
- 이채은 : 유치원 선생님 역
- 손희순
- 이선영 : 꽃집 주인 역
- 이석준 : 정세영 역 - 명품숍 사장, 변주리의 두번째 남편
- 손성윤 : 명품숍 직원 역
- 서지연 : 의류매장 직원 역
- 최황빈
- 김종필
- 남연승 : 재미의 부모님 사진을 몰래 찍은 남자 역
- 심운보
- 한동환 : 동우의 선배 역
- 강성철 : 베스트창업투자 직원 역
- 송민형 : 박병준 역 - 의사
- 송경화 : 유일건강검진센터 총무과 직원 역
- 양동재 : 의사 역
- 공호석 : 공인중개사 역
- 박용식 : 스님 역
- 이영희 : 산부인과 의사 역
- 박영희
- 이종래 : 베스트창업투자 본부장 역
- 이미숙
- 설인화
- 권혜란
- 기연호 : 산부인과 의사 역
- 최창균 : 베스트창업투자 사내감사팀 직원 역 - 한정수와 문 이사를 몰래 사진찍는 남자
- 김지은
- 최효현 : 산부인과 간호사 역
- 이현
- 고유미 : 도서관 직원 역
- 고한민 : 호텔 직원 역
- 연화선
- 한여울
- 송지언
- 경인선 : 어린 신수경을 파양한 남자의 여동생 역
- 한서정
- 강철성 : 법원 직원 역
- 정병철 : 판사 역
- 홍현석
- 정종현 : 문 이사에게 사기당한 남자 역
- 김세민 : 의사 역
- 권선영
- 김선혜
- 김한솔
- 김나연
- 고진명 : 공인중개사 역
- 이한님
- 김남희
- 한채진
- 윤미하
- 강해진
- 이은미
- 박아롱
- 김보람
- 박소정 : 의사 역
- 정소리
- 이미립
- 박은영
- 송채환 : 원장수녀 역
- 이채민 : 의사 역
- 김진양 : 보육원 안내하는 여자 역
- 홍재성 : 동우와 회의하는 남자 역
- 이윤신
- 왕태언 : 의사 역
- 김다래
- 염수진
- 한민규
- 박성균 : 직원 역
- 이창 : 의사 역
- 미상 : 이상수 역
- 미상 : 허민희 역
- 문대성 : 경비원 역

### 아역
- 강수한 : 군부대에 있는 강형도를 찾으러 온 아이 역
- 김진우 : 희망이 역
- 이디엘 : 남다름과 친한 아이 역
- 김준성
- 이형석 : 직업체험하러 온 아이 역
- 이영은

### 특별 출연
- 김지영 : 할머니 역 - 산파
- 서인영 : 인영 역 - 동우의 전 애인
- 박시은 : 남지은 역 - 동우의 첫 번째 맞선녀
- 염동헌 : 산부인과 전문의 역
- 안영미 : '찾아라 맛집' 리포터 역
- 정은표 : 김만세 역 - 만세기획 소장, 한정우의 공범
- 고정민 : 강재미로 변장한 여자 역
- 조연우 : 변주리의 전 애인 역
- 곽현화 : 동우의 전 애인 역
- 다나 : 은담비 역 - 동우의 두 번째 맞선녀
- 엄현경 : 미라 역 - 동우의 대학후배
- 홍석천 : 디자이너 줄리앙 역
- 김영옥 : 김장금 역 - 남대문의 어머니
- 남희석 : 경찰 역
- 남창희 : 경찰 역
- 김유빈
- 임영서 : 베스트창업투자 대표 역
- 안일권 : 남다름의 상상속 피자가게 손님 역
- 김영희 : 남다름의 상상속 피자가게 손님 역

## 시청률
최저 시청률과 최고 시청률은 시청률 조사회사와 지역별로 시청률에 차이가 있을 수 있습니다.
| 2011년 | 2011년    | 2011년         | 2011년       | 2011년         | 2011년       |
| 회차   | 방송일    | TNmS 시청률    | TNmS 시청률  | AGB 시청률     | AGB 시청률   |
| 회차   | 방송일    | 대한민국(전국) | 서울(수도권) | 대한민국(전국) | 서울(수도권) |
| ------ | --------- | -------------- | ------------ | -------------- | ------------ |
| 제1회  | 7월 16일  | 8%             | 10.6%        | 9.4%           | 10.9%        |
| 제2회  | 7월 17일  | 6.5%           | 8.6%         | 7.5%           | 8.5%         |
| 제3회  | 7월 23일  | 9.9%           | 12.4%        | 12.5%          | 13.9%        |
| 제4회  | 7월 24일  | 8.4%           | 10.8%        | 10.3%          | 11.3%        |
| 제5회  | 7월 30일  | 11.7%          | 14.3%        | 13%            | 14.2%        |
| 제6회  | 7월 31일  | 8.9%           | 11.2%        | 12.5%          | 13.1%        |
| 제7회  | 8월 6일   | 13.1%          | 14.8%        | 13.2%          | 14.4%        |
| 제8회  | 8월 7일   | 12.7%          | 16%          | 13.3%          | 14.3%        |
| 제9회  | 8월 13일  | 11.1%          | 13.8%        | 14.5%          | 14.5%        |
| 제10회 | 8월 14일  | 10.5%          | 13.7%        | 12.2%          | 12%          |
| 제11회 | 8월 20일  | 11.8%          | 13.8%        | 14.1%          | 15.5%        |
| 제12회 | 8월 21일  | 10.2%          | 12.6%        | 14.5%          | 16.6%        |
| 제13회 | 8월 27일  | 11.8%          | 14.6%        | 14.1%          | 15.1%        |
| 제14회 | 8월 28일  | 11.3%          | 13.8%        | 14.4%          | 15.1%        |
| 제15회 | 9월 3일   | 12.6%          | 15.2%        | 14.4%          | 15.6%        |
| 제16회 | 9월 4일   | 12.1%          | 15.5%        | 14.7%          | 16.2%        |
| 제17회 | 9월 10일  | 11.2%          | 12.2%        | 13%            | 14.1%        |
| 제18회 | 9월 11일  | 8.9%           | 10.6%        | 11.4%          | 13%          |
| 제19회 | 9월 17일  | 14.9%          | 18.5%        | 18.6%          | 20.4%        |
| 제20회 | 9월 18일  | 15.4%          | 18.3%        | 18.1%          | 19.6%        |
| 제21회 | 9월 24일  | 16.4%          | 20.6%        | 19.3%          | 20.8%        |
| 제22회 | 9월 25일  | 15.7%          | 19.8%        | 17.7%          | 20%          |
| 제23회 | 10월 1일  | 16.3%          | 20.6%        | 17.8%          | 19.5%        |
| 제24회 | 10월 2일  | 14.5%          | 18.5%        | 16.6%          | 18.1%        |
| 제25회 | 10월 8일  | 15.8%          | 19.1%        | 19.1%          | 21%          |
| 제26회 | 10월 9일  | 14.7%          | 17.8%        | 16.7%          | 19.1%        |
| 제27회 | 10월 15일 | 15.9%          | 18.7%        | 17.9%          | 20.4%        |
| 제28회 | 10월 16일 | 14.8%          | 17.5%        | 17.1%          | 19.2%        |
| 제29회 | 10월 22일 | 15.8%          | 19.7%        | 18.1%          | 20.3%        |
| 제30회 | 10월 23일 | 12.8%          | 16.5%        | 15.6%          | 17.5%        |
| 제31회 | 10월 29일 | 13.6%          | 16.5%        | 17%            | 19.2%        |
| 제32회 | 10월 30일 | 13.8%          | 17.5%        | 16.2%          | 18.5%        |
| 제33회 | 11월 5일  | 15.1%          | 18.7%        | 16.8%          | 18.7%        |
| 제34회 | 11월 6일  | 14.6%          | 17.3%        | 17%            | 18.3%        |
| 제35회 | 11월 12일 | 14.7%          | 16.7%        | 17%            | 19.2%        |
| 제36회 | 11월 13일 | 14%            | 16.7%        | 16%            | 17.8%        |
| 제37회 | 11월 19일 | 14.2%          | 17.7%        | 17%            | 18.8%        |
| 제38회 | 11월 20일 | 14.1%          | 16.7%        | 15.6%          | 17.1%        |
| 제39회 | 11월 26일 | 15.6%          | 18.3%        | 16.6%          | 18.4%        |
| 제40회 | 11월 27일 | 15.1%          | 17.6%        | 17%            | 18.8%        |
| 제41회 | 12월 3일  | 17.1%          | 20.4%        | 16.8%          | 18%          |
| 제42회 | 12월 4일  | 14.9%          | 18.4%        | 16.2%          | 17.9%        |
| 제43회 | 12월 10일 | 15%            | 19.2%        | 17.2%          | 19.6%        |
| 제44회 | 12월 11일 | 16.5%          | 20.8%        | 18.1%          | 19.8%        |
| 제45회 | 12월 17일 | 17.2%          | 19.2%        | 19.1%          | 21.1%        |
| 제46회 | 12월 18일 | 17.3%          | 21.1%        | 17.5%          | 19%          |
| 제47회 | 12월 24일 | 16%            | 20%          | 18.3%          | 19.8%        |
| 제48회 | 12월 25일 | 17.2%          | 21.2%        | 19.2%          | 20.9%        |
| 제49회 | 1월 1일   | 18.1%          | 21.3%        | 19%            | 21%          |
| 제50회 | 1월 7일   | 18%            | 21%          | 19.5%          | 21.6%        |
| 제51회 | 1월 8일   | 16.1%          | 18.6%        | 18.1%          | 19.7%        |
| 제52회 | 1월 14일  | 17.7%          | 20.2%        | 20.8%          | 22.5%        |
| 제53회 | 1월 15일  | 16.8%          | 19.5%        | 19.9%          | 22.2%        |
| 제54회 | 1월 21일  | 15.4%          | 17.6%        | 19.6%          | 21.7%        |
| 제55회 | 1월 22일  | 12%            | 14.6%        | 14.1%          | 15.4%        |
| 제56회 | 1월 28일  | 17.3%          | 19.4%        | 23.1%          | 25.6%        |
| 제57회 | 1월 29일  | 18.1%          | 20.6%        | 23.5%          | 26.5%        |

## 결방 및 연장
- 2011년 12월 12일 : 애정만만세 방영 분량이 50부작에서 7회 연장되어 57부작으로 변경.확정하였다.[4]
- 2011년 12월 31일 : 《MBC 가요대제전》으로 인해 결방되었다.[5]

## 수상
- 2011년 MBC 연기대상 미니시리즈부문 여자 우수상 이보영
- 2011년 MBC 연기대상 여자 황금연기상 배종옥
- 2011년 MBC 연기대상 여자 아역상 김유빈
- 2011년제19회 대한민국문화연예대상 드라마부문 남자 최우수연기상 이태성

## 참고 사항
- 변동우 역으로 재희가 캐스팅되었으나 촬영 도중 허리 부상을 당해 중도 하차하고 이태성으로 교체되었다.[6]
- 한정수 역에 정석원이 캐스팅되었으나 등장 인물에 대한 해석 차이로 돌연 하차하게 되자 진이한으로 교체되었다.[7]
- 오정심 역을 맡았던 윤현숙은 해당 작품을 마지막으로 잠정 중단하였다.
- 극중 오정희와 변주리 역을 맡았던 배종옥과 변정수는 《위기의 남자》이후 8년만에 재회 하였다.

## 같이 보기
- 여인의 향기
- 폼나게 살거야 (이상 SBS.)
- 광개토태왕 (KBS 1TV)